# Tiempo y espacio absolutos

Dos esferas que orbitan alrededor de un eje. Las esferas están lo suficientemente distantes como para ignorar sus efectos entre sí y están unidas por una cuerda. Si la cuerda está bajo tensión es porque los cuerpos están girando respecto al espacio absoluto según Newton, o porque giran respecto al propio universo según Mach, o porque giran respecto a las líneas geodésicas locales según la relatividad general

El tiempo y el espacio absolutos integran un concepto que forma parte de la física clásica y de la filosofía cuando se analizan las propiedades del universo. En física, el espacio y el tiempo absolutos están relacionados con la hipótesis de la existencia de sistemas de referencia preferentes, hecho cuestinado por los postulados de la teoría de la relatividad.

## Concepto inicial
En un sistema de referencia preferente se puede ver una versión del concepto de espacio absoluto (en el sentido de la física aristotélica). El historiador de la ciencia Robert S. Westman escribió que se puede observar el influjo del concepto de espacio absoluto en la obra De revolutionibus orbium coelestium, en la que Nicolás Copérnico utilizó la idea de una esfera inmóvil donde se localizan las estrellas.

## Newton
Introducidos originalmente por Isaac Newton en su obra Philosophiæ naturalis principia mathematica, los conceptos de tiempo y espacio absolutos proporcionaron una base teórica que facilitó el desarrollo de las conocidas leyes de Newton. Según el propio Newton, el tiempo y el espacio absolutos, respectivamente, son aspectos independientes de la realidad objetiva:

El tiempo absoluto, verdadero y matemático, por sí mismo y por su propia naturaleza, fluye uniformemente sin consideración a nada externo, y con otro nombre se llama duración: el tiempo relativo, aparente y común, es en alguna medida sensible y externo (ya sea exacto o desigual) y su duración se mide por medio del movimiento, que se usa comúnmente en lugar del tiempo verdadero...

De nuevo según Newton, el tiempo absoluto existe independientemente de que alguien pueda percibirlo o no, y progresa a un ritmo constante en todo el universo. A diferencia del tiempo relativo, Newton creía que el tiempo absoluto era imperceptible y solo podía entenderse matemáticamente. En consecuencia, los humanos solo seríamos capaces de percibir el tiempo relativo, que es una medida de los objetos perceptibles en movimiento (como la Luna o el Sol). De estos movimientos inferimos el paso del tiempo.

El espacio absoluto, por su propia naturaleza, sin tener en cuenta nada externo, permanece siempre similar e inamovible. El espacio relativo es alguna dimensión o medida móvil de los espacios absolutos; que nuestros sentidos determinan por su posición respecto de los cuerpos: y que vulgarmente se toma por espacio inamovible...

El movimiento absoluto es el traslado de un cuerpo de un lugar absoluto a otro; y el movimiento relativo, el traslado de un lugar relativo a otro ...
Isaac Newton

Estas nociones implican que el espacio y el tiempo absolutos no dependen de eventos físicos, sino que son un telón de fondo o escenario dentro del cual se producen los fenómenos físicos. Por lo tanto, todo objeto tiene un estado de movimiento absoluto relativo al espacio absoluto, de modo que un objeto debe estar en un estado de reposo absoluto o moviéndose con alguna celeridad absoluta. Para respaldar sus puntos de vista, Newton proporcionó algunos ejemplos empíricos, y según él, se puede inferir que una esfera giratoria solitaria gira alrededor de su eje en relación con el espacio absoluto observando el abultamiento de su ecuador, y un par de esferas solitarias atadas por una cuerda se puede inferir que están en rotación absoluta con respecto a su centro de gravedad (baricentro) observando la tensión en la cuerda.

## Puntos de vista diferentes
Históricamente, ha habido diferentes puntos de vista sobre el concepto de espacio y de tiempo absolutos. Gottfried Leibniz opinaba que el espacio no tenía sentido excepto como ubicación relativa de los cuerpos, y el tiempo no tenía sentido excepto como movimiento relativo de los cuerpos. George Berkeley sugirió que, al carecer de cualquier punto de referencia, no se podía concebir que una esfera en un universo vacío girara, y se podía concebir que un par de esferas giraran entre sí, pero no que giraran alrededor de su centro de gravedad, un ejemplo planteado posteriormente por Albert Einstein en su desarrollo de la relatividad general.
Ernst Mach formuló una forma más reciente de estas objeciones. El principio de Mach propone que la mecánica trata enteramente del movimiento relativo de los cuerpos y, en particular, la masa es una expresión de dicho movimiento relativo. Así, por ejemplo, una sola partícula en un universo sin otros cuerpos tendría masa cero. Según Mach, los ejemplos de Newton simplemente ilustran la rotación relativa de las esferas y la mayor parte del universo.

Cuando, en consecuencia, decimos que un cuerpo conserva inalteradas su dirección y velocidad "en el espacio", nuestra afirmación no es ni más ni menos que una referencia abreviada a "el universo entero". 
Ernst Mach; citado por Ciufolini y Wheeler: "Gravitation and Inertia" (Gravitación e inercia), p. 387

Estos puntos de vista que se oponen al espacio y al tiempo absolutos pueden verse desde una postura moderna como un intento de introducir definiciones operacionales para el espacio y el tiempo, una perspectiva que se hace explícita en la teoría especial de la relatividad.
Incluso dentro del contexto de la mecánica newtoniana, la visión moderna es que el espacio absoluto es innecesario. En cambio, ha prevalecido la noción de sistema de referencia inercial, es decir, un conjunto preferente de sistemas de referencia que se mueven uniformemente unos con respecto a otros. Las leyes de la física se transforman de un sistema inercial a otro según la relatividad galileana, lo que lleva a las siguientes objeciones al espacio absoluto, como las describe Milutin Blagojevic:

- La existencia del espacio absoluto contradice la lógica interna de la mecánica clásica ya que, según el principio galileano de la relatividad, ninguno de los sistemas inerciales puede ser distinguido de los demás.
- El espacio absoluto no explica las fuerzas de inercia, ya que están relacionadas con la aceleración con respecto a cualquiera de los sistemas inerciales.
- El espacio absoluto actúa sobre los objetos físicos induciendo su resistencia a la aceleración, pero no se puede actuar sobre él.

El propio Newton reconoció el papel de los sistemas inerciales.

Los movimientos de los cuerpos incluidos en un espacio dado son los mismos entre sí, ya sea que ese espacio esté en reposo o se mueva uniformemente hacia adelante en línea recta.

Como cuestión práctica, los sistemas inerciales a menudo se consideran aquellos que se mueven uniformemente con respecto a las estrellas fijas. Véase el artículo sistema de referencia inercial para una discusión más detallada sobre este asunto.

## Definiciones matemáticas
El espacio, tal como se entiende en las leyes de Newton, es tridimensional y euclídeo, con una orientación fija. Se denomina E3. Si algún punto O en E3 es fijo y definido como origen, la posición de cualquier punto P en E3 está determinada únicamente por su radio vector {\displaystyle \mathbf {r} ={\vec {OP}}} (el origen de este vector coincide con el punto O y su final coincide con el punto P). El espacio vectorial R3 tridimensional es el conjunto de todos los radios vectores. El espacio R3 está dotado de un producto escalar ⟨·⟩.
El tiempo es un escalar que es el mismo en todo el espacio E3 y se denota como t. El conjunto parcialmente ordenado {t} se llama eje del tiempo.
El movimiento (o también trayecto o trayectoria) es una función r : Δ → R3 que hace corresponder a un punto su posición (radio vector) en R3 a lo largo de un intervalo Δ dado en el eje del tiempo.
Los cuatro conceptos anteriores son los conceptos "bien conocidos" mencionados por Isaac Newton en sus Principia:
No defino el tiempo, el espacio, el lugar y el movimiento; como si fueran bien conocidos por todos.

## Relatividad especial
Los conceptos de espacio y tiempo estaban separados en la teoría física antes del advenimiento de la teoría de la relatividad especial, que los conectaba y demostraba que ambos dependían del movimiento del sistema de referencia. En las teorías de Einstein, las ideas de tiempo y espacio absolutos fueron reemplazadas por la noción de espacio-tiempo en la teoría de la relatividad especial y del espacio-tiempo curvo en la relatividad general.
La simultaneidad absoluta se refiere a la concurrencia de eventos en el tiempo en diferentes lugares del espacio de una manera acordada en todos los sistemas de referencia. La teoría de la relatividad no tiene un concepto de tiempo absoluto, cuestión motivada por el empleo del concepto de relatividad de la simultaneidad. Un evento que es simultáneo con otro evento en un sistema de referencia puede estar en el pasado o en el futuro de ese evento en un sistema de referencia diferente,: 59  lo que niega la simultaneidad absoluta.

## Einstein
Citado a continuación según sus artículos posteriores, Einstein identificó el término éter con las "propiedades del espacio", una terminología que no se usa ampliamente. Afirmó que en la relatividad general el "éter" ya no es absoluto, ya que las líneas geodésicas, y por lo tanto, la estructura del espacio-tiempo depende de la presencia de materia.

Negar el éter es, en última instancia, suponer que el espacio vacío no tiene ninguna cualidad física. Los hechos fundamentales de la mecánica no armonizan con este punto de vista. Porque el comportamiento mecánico de un sistema corpóreo que flota libremente en el vacío depende no solo de posiciones relativas (distancias) y velocidades relativas, sino también de su estado de rotación, que físicamente puede considerarse como una característica que no pertenece al sistema en sí. Para poder considerar la rotación del sistema, al menos formalmente, como algo real, Newton objetiva el espacio. Puesto que clasifica su espacio absoluto junto con las cosas reales, para él la rotación relativa a un espacio absoluto es también algo real. No menos bien podría Newton haber llamado a su espacio absoluto “éter”; lo esencial es simplemente que, además de los objetos observables, otra cosa, que no es perceptible, debe considerarse como real, para permitir que la aceleración o el movimiento de rotación sean considerados como algo real.
Albert Einstein, El éter y la teoría de la relatividad (1920) )

Como ya no era posible hablar, en un sentido absoluto, de estados simultáneos en diferentes lugares del éter, el éter se volvió, por así decirlo, cuatridimensional, ya que no había una manera objetiva de ordenar sus estados únicamente por el tiempo. También según la relatividad especial, el éter era absoluto, ya que se pensaba que su influencia sobre la inercia y la propagación de la luz era independiente de la influencia física... La teoría de la relatividad resolvió este problema estableciendo el comportamiento de una masa puntual eléctricamente neutra por la ley de las líneas geodésicas, según la cual los efectos inercial y gravitacional ya no se consideran separados. Al hacerlo, atribuyó al éter características que varían de un punto a otro, determinando el comportamiento métrico y dinámico de los puntos materiales, y determinadas, a su vez, por factores físicos, es decir, la distribución de masa/energía. Así, el éter de la relatividad general se diferencia de los de la mecánica clásica y de la relatividad especial en que no es “absoluto” sino que está determinado, en sus características localmente variables, por la materia ponderable.
Albert Einstein, Über den Äther (1924)

## Relatividad general
La relatividad especial elimina el tiempo absoluto (aunque Gödel y otros autores sospecharon que el tiempo absoluto puede ser válido para algunas formas de relatividad general) y la relatividad general reduce aún más el alcance físico del espacio y del tiempo absolutos a través del concepto de las líneas geodésicas.: 207–223  Parece haber espacio absoluto en relación con las estrellas lejanas porque las líneas geodésicas locales finalmente canalizan información de estas estrellas, pero no es necesario invocar el espacio absoluto con respecto a la física de ningún sistema, ya que sus líneas geodésicas locales son suficientes para describir su espacio-tiempo.